# Ad acta (román)
Ad acta je román spisovatele Patrika Ouředníka z roku 2006, který má na první pohled všechny znaky detektivního příběhu. Je zde řeč o zločinech, je zde vyšetřovatel i podezřelý. Dvěma hlavními postavami jsou misantropický důchodce Viktor Dyk a maigretovsky pojatý inspektor Vilém Lebeda. Ten má na starosti několik případů včetně jednoho znásilnění, dvou žhářských pokusů v místním Klubu důchodců a vraždy v pražském baru. Soukromě se také zabývá čtyřicet let starou, nikdy neobjasněnou vraždou, do které je možná zapleten Viktor Dyk. V paralelních příbězích vystupují další postavy, důchodci, s nimiž se Viktor Dyk setkává v městském parku, Lebedovi podřízení, ale také Dykův syn a řada jiných podružnějších postav. Ale může-li čtenář v závěru knihy vydedukovat, kdo je pachatelem znásilnění, ostatní případy zůstávají nevyřešené, nebo přesněji řečeno, jak píše ve své recenzi Claire Wilcoxová,
"detektiv vyřeší případ, ale čtenář se nedozví jak. Řešení je poskytnuto románovým postavám, ale ne čtenáři".
Ouředník tedy využívá detektivního žánru, aby mohl „rozehrát“ své postavy a jejich příběhy, ale smysl jeho románu spočívá jinde: v odhalování duchaprázdnosti a absence mezilidské komunikace, která charakterizuje dnešní dobu. Jako i v jiných svých knihách i zde Ouředník maximálně těží z možností, které mu nabízí jazyk. V Ad acta najdeme množství "mluvného" materiálu: nikam nevedoucí dialogy důchodců, básně netalentovaného amatéra, seznamovací inzeráty, návod k údržbě bot, volební hesla, náhrobní nápisy, záznam policejního výslechu. Francouzský filozof Jean Montenot, autor obsáhlé studie, otištěné v revue Souvislosti (1/2012)
a převzaté do druhého českého vydání (Volvox Globator, 2016) charakterizuje Ad acta jako "falešnou detektivku a opravdový metafyzický thriller" a dodává: "Podobně jako v knihách Bohumila Hrabala, s nímž Ouředník sdílí stylistickou svěžest, je i v Ad acta zpochybněn samotný princip ukončení a svatosvatý zákon o niterné nezbytnosti literárního díla. Stejně jako u jeho předchůdce je i u Ouředníka vše především jazykovou rešerší. /.../ Stejně citlivý jako Hrabal k směšnosti, obsažené v obrazu lidského života, a k nemotorným pokusům lidí nalézt v něm přijatelné oikumenum, Ouředník, na rozdíl od Hrabala, nevnímá lidské pinožení jako víceméně povzbudivý projev vitality, nevěří v hegelovský Aufhebung života skrze vyprávění."

## Recepce v Česku
Přijetí románu Ad acta českou literární kritikou bylo rozpolcené, možná i proto, že knížka je také sarkastickou kritikou současné české společnosti.
Pozitivně se vyjádřili Jan Staněk v Hostu,
Radim Kopáč v Právu,
Vojtěch Staněk na iLiteratuře
a Ladislava Chateau v Českém rozhlase.
V anketě Lidových novin o knihu roku pro ni hlasovali filozof Miroslav Petříček, šéfredaktor čtvrtletníku Aluze Jiří Hrabal, literární publicista Pavel Kotrla a redaktorka Českého rozhlasu Jana Klusáková.
Kriticky reagovali Petr Fischer v Hospodářských novinách,
Pavel Mandys v Týdnu
a Josef Chuchma v Mladé frontě dnes
(Chuchma své mínění přehodnotil u příležitosti druhého vydání).

## Recepce v zahraničí
Na rozdíl od českých kritik, přijetí Ad acta v zahraničí bylo jednohlasně pozitivní. Jak připomíná Jovanka Šotolová, málokteré české knize se dostalo takové pozornosti.
Recenze zdůrazňovaly hlavně originální pojetí, humor, ale i hloubku Ouředníkova románu o "bezvýchodnosti individuálních životů".
V předním francouzském deníku Le Monde píše Eric Chevillard: "Naštěstí se mezi spisovateli občas vyskytnou sabotéři. Ti nedbají na spisovatelský katechismus, porušují moudré předpisy a zpřevracují pravidla, jak se jim umane. To vše s radostí i zdravou zavilostí proti svazujícímu systému, který infiltroval literaturu a tím i nepřímo vše ostatní. Takovým mistrem subverze je Patrik Ouředník."
O "mistrovství subverze" hovoří také americká revue The Labyrinth of the City.
Významný americký kritik Anderson Tepper označil Ad acta za "Čekání na Godota na březích Vltavy".
Stejný obrat zvolil za název své kritiky nizozemský recenzent Adri Altink, který v Ad acta vidí "vynikající satiru" a "román o prázdnotě v mezilidské komunikaci, o marnosti naší existence, kterou se snažíme skrýt tím, že si vyprávíme příběhy".
Americký magazín Books přirovnává Ouředníka k Thomasu Pynchonovi a mluví o "fascinující směsi žánrů".
Italský kritik Alessandro Mezzena Lona píše o "absolutní svobodě tvůrce" a srovnává Ouředníka s Bohumilem Hrabalem a Raymondem Queneauem: vedle stylu je spojuje i to, že se "obracejí na čtenáře, kteří čtou, protože chtějí myslet".
Francouzská revue Lire nachází v knize "hlubokou meditaci o limitech románu".
Měsíčník Magazine littéraire ji charakterizuje jako "brilantní a zneklidňující román".
Týdeník Le Point mluví o "opravdovém literárním skvostu“.
Magazín Toute la culture dokonce zvolil za název recenze titulek "Patrik Ouředník odročuje rozsudek nad evropskou literaturou“.

## Zahraniční vydání
- Ad acta. Kalligram, Budapest, 2009. ISBN 9788081011672
- Ad acta. Prozorec, Sofia, 2009. ISBN 9789547336407
- Case Closed. Dalkey Archive Press, Chicago, 2010. ISBN 9781564785770
- Classé sans suite. Allia, Paris, 2012. ISBN 9782844854322
- Ad acta. Dereta, Beograd, 2015. ISBN 9788664570312
- Caso irrisolto. Keller, Rovereto, 2016. ISBN 9788899911010
- Lieta ir slegta. Peter Gailis, Riga, 2016. ISBN 9789984334264
- Een afgedane zaak. Zirimiri, Amsterdam, 2017. ISBN 9789490042110
- Ad akta. Magor, Skopje, 2018.ISBN 9786082236148
- حفظت القضية Al Arabi Publishing, Qáhira, 2018. ISBN 9789773193652
- Ad acta. Vremea, Bucuresti, 2019. ISBN 9789736459221
- Ad acta. Pogranicze, Sejny, 2021. ISBN 9788364305382
- Dava kapandi. Epona, Istanbul, 2022. ISBN                         9786257785778

## Divadelní adaptace
La Cartoucherie de Vincennes, Paříž, premiéra 4. 11. 2013.